# Натендорф
Натендорф (нем. Natendorf) — община в Германии, в земле Нижняя Саксония.
Входит в состав района Ильцен. Подчиняется управлению Альтес Амт Эбсторф. Население составляет 820 человек (на 31 декабря 2010 года). Занимает площадь 34,44 км².
Коммуна подразделяется на 8 сельских округов.